# Беловская (Некоузский сельский округ)
Беловская — деревня в Некоузском районе Ярославской области России. 
В рамках организации местного самоуправления входит в Некоузское сельское поселение, в рамках административно-территориального устройства — в Некоузский сельский округ.

## География
Расположена у реки Ильд, на юго-западной границе райцентра, села Новый Некоуз, в 114 км к западу от Ярославля.

## Население
| 2007 | 2010 |
| ---- | ---- |
| 92   | ↗102 |

Согласно результатам переписи 2002 года, в национальной структуре населения русские составляли 97 % из 95 жителей.